# Kieler Sportvereinigung Holstein von 1900 2023-2024
Questa voce raccoglie le informazioni riguardanti il Kieler Sportvereinigung Holstein von 1900 nelle competizioni ufficiali della stagione 2023-2024.

## Maglie e sponsor
| Casa | Trasferta | Terza divisa |

Sponsor ufficiale: Famila
Fornitore tecnico: Puma

## Organico

### Rosa 2023-2024
Aggiornata al 3 gennaio 2024.
| N. |                      | Ruolo | Calciatore        |
| -- | -------------------- | ----- | ----------------- |
| 1  | Germania (bandiera)  | P     | Tim Schreiber     |
| 2  | Danimarca (bandiera) | D     | Mikkel Kirkeskov  |
| 3  | Germania (bandiera)  | D     | Marco Komenda     |
| 4  | Germania (bandiera)  | C     | Patrick Erras     |
| 5  | Germania (bandiera)  | D     | Stefan Thesker    |
| 6  | Germania (bandiera)  | D     | Marcel Benger     |
| 7  | Germania (bandiera)  | A     | Steven Skrzybski  |
| 8  | Germania (bandiera)  | C     | Alexander Mühling |
| 9  | Austria (bandiera)   | A     | Benedikt Pichler  |
| 10 | Germania (bandiera)  | C     | Lewis Holtby      |
| 11 | Germania (bandiera)  | A     | Fabian Reese      |
| 16 | Germania (bandiera)  | C     | Philipp Sander    |
| 17 | Germania (bandiera)  | D     | Timo Becker       |
| 18 | Ghana (bandiera)     | A     | Kwasi Wriedt      |
| 19 | Germania (bandiera)  | D     | Simon Lorenz      |
| 20 | Germania (bandiera)  | A     | Jann-Fiete Arp    |

| N. |                     | Ruolo | Calciatore                |
| -- | ------------------- | ----- | ------------------------- |
| 21 | Germania (bandiera) | P     | Thomas Dähne              |
| 22 | Serbia (bandiera)   | C     | Aleksandar Ignjovski      |
| 23 | Germania (bandiera) | D     | Julian Korb               |
| 24 | Germania (bandiera) | D     | Hauke Wahl (capitano)     |
| 25 | Germania (bandiera) | C     | Marvin Schulz             |
| 26 | Germania (bandiera) | C     | Lucas Wolf                |
| 27 | Germania (bandiera) | C     | Finn Porath               |
| 28 | Germania (bandiera) | A     | Noah Awuku                |
| 30 | Germania (bandiera) | A     | Marvin Obuz               |
| 31 | Germania (bandiera) | A     | Fin Bartels               |
| 32 | Germania (bandiera) | C     | Jonas Sterner             |
| 33 | Germania (bandiera) | P     | Timon Weiner              |
| 35 | Germania (bandiera) | P     | Robin Himmelmann          |
| 36 | Islanda (bandiera)  | A     | Hólmbert Aron Friðjónsson |
|    | Polonia (bandiera)  | D     | Tymoteusz Puchacz         |